# La muerte de Séneca (David)
La muerte de Séneca es un cuadro del pintor Jacques-Louis David, realizado en 1773, que se encuentra en el Museo del Petit Palais de París.

## El tema
Jacques-Louis David escogió este relato histórico sobre el suicidio de Séneca, quien decidió ejecutarlo tras conocer la condena a muerte decidida por Nerón como consecuencia de la supuesta implicación del filósofo hispano en la Conjura de Pisón.